# نورمان غوستافسن
نورمان غوستافسن هو لاعب هوكي الجليد كندي، ولد في 8 سبتمبر 1927 في تيمينز في كندا.

## وصلات خارجية
- نورمان غوستافسن على موقع EliteProspects.com (الإنجليزية)
- نورمان غوستافسن على موقع HockeyDB.com (الإنجليزية)